# Amnátos
Amnátos är en ort i Grekland.   Den ligger i prefekturen Nomós Rethýmnis och regionen Kreta, i den sydöstra delen av landet, 300 km söder om huvudstaden Aten. Amnátos ligger 328 meter över havet och antalet invånare är 222.
Terrängen runt Amnátos är kuperad åt sydost, men åt nordväst är den platt.Runt Amnátos är det glesbefolkat, med 19 invånare per kvadratkilometer. Närmaste större samhälle är Rethymnon, 13,4 km väster om Amnátos. 